# Máy vận chuyển tiền mặt

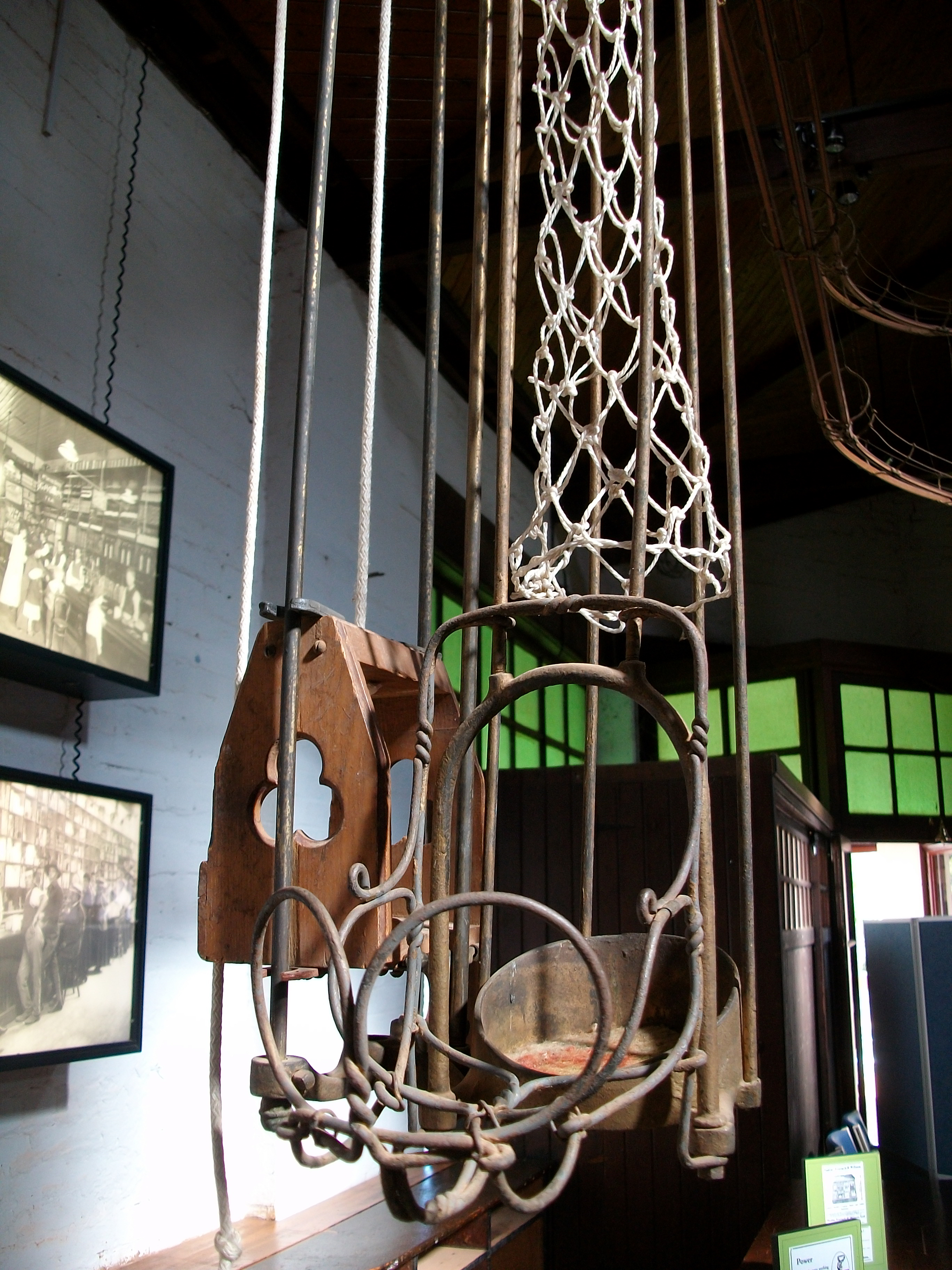
Hệ thống bóng tiền mặt tại Cửa hàng cập nhật

Máy vận chuyển tiền mặt đã được sử dụng trong các cửa hàng và cửa hàng bách hóa để lấy tiền thanh toán của khách hàng từ trợ lý bán hàng chuyển cho nhân viên thu ngân và mang tiền thối và hóa đơn gửi lại.

## Bóng tiền mặt
Loại hình sớm nhất là một quả bóng gỗ chạy dọc theo đường ray dốc. Một bộ đường ray dốc xuống từ bàn bán hàng đến văn phòng tiền mặt và một bộ khác dốc theo hướng ngược lại. Điều này được gọi là một đường sắt tiền mặt. William Stickney Lamson ở Lowell, Massachusetts đã được cấp bằng sáng chế cho hệ thống này vào năm 1881. Phát minh của ông sớm thu hút sự quan tâm của các chủ cửa hàng khác và vào năm 1882, Công ty vận chuyển tiền mặt Lamson được thành lập tại Boston. Một ví dụ hoạt động có thể được nhìn thấy trong cửa hàng Hợp tác xã tại Bảo tàng Beamish ở Đông Bắc nước Anh và một trong số đó vẫn ở vị trí ban đầu của nó trong Cửa hàng cập nhật, hiện là một bảo tàng, tại Coolamon, New South Wales.

## Người mang dây

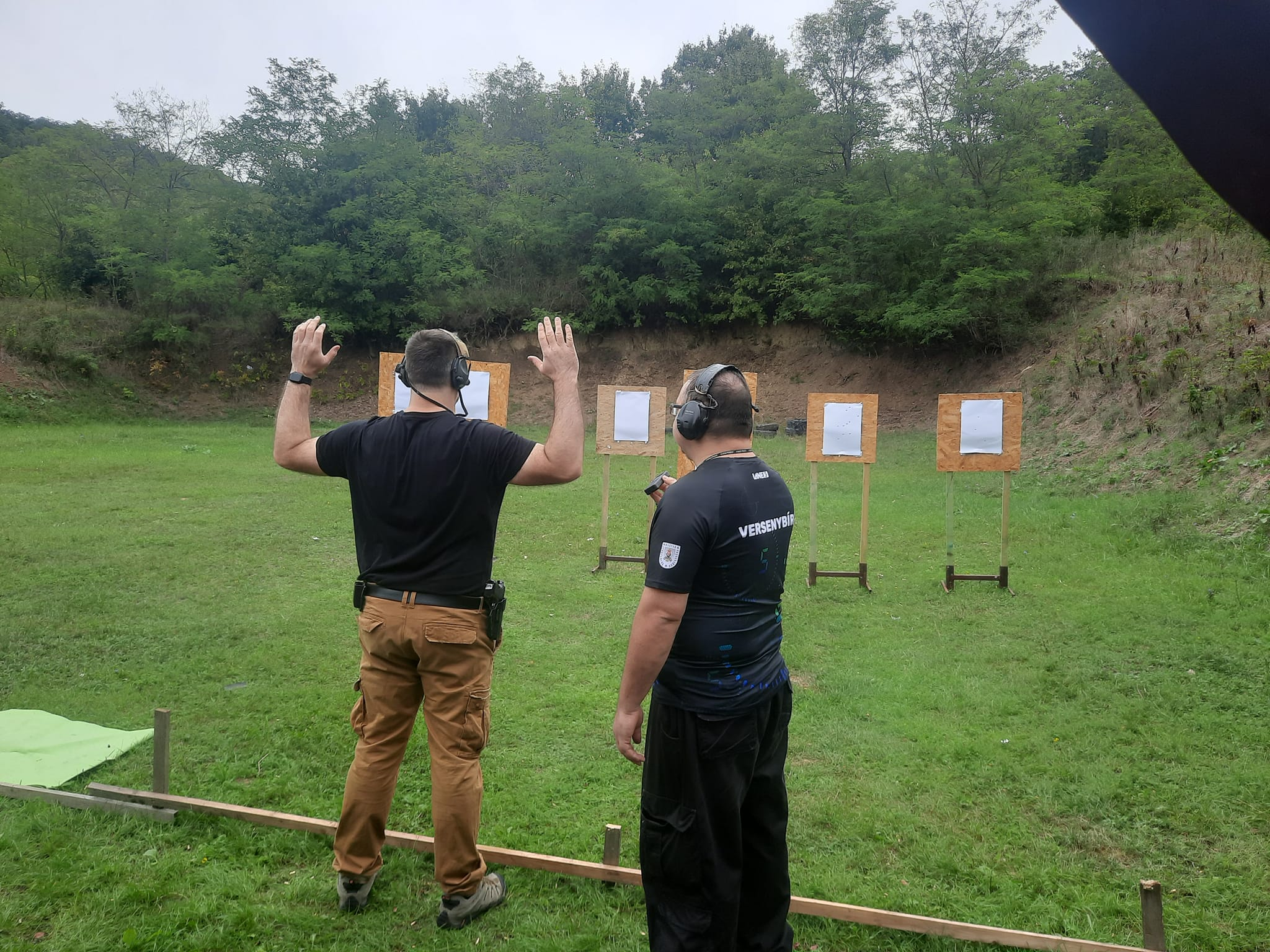
Tàu sân bay Rapid trong Bảo tàng Dartford, Kent

Loại hình tiếp theo là một cỗ xe treo lơ lửng trên ròng rọc từ một sợi dây giữa bàn bán hàng, được phóng từ máy phóng. Các loại được biết đến nhiều nhất là "Rapid Wire" và "Air-Line."
Công ty Air-Line
Công ty Air-Line có trụ sở tại Hoa Kỳ. Nó sản xuất một hệ thống thiết kế Gipe. Một sợi dây được truyền qua nhiều ròng rọc để đẩy xe. Lamsons tiếp quản Air-Line và xe ô tô thường có "Air-Line" ở một bên và "Lamson" ở bên kia.
Baldwin
Baldwin có trụ sở tại Chicago. Các hệ thống vận chuyển tiền mặt của họ thường được gọi là "Những người bay Baldwin".
British Cash & Parcel Conveyors
Một đối thủ cạnh tranh người Anh với Lamson cuối cùng đã bị hạ bệ.
Dart Cash
Dart Cash là một công ty của Anh được thành lập bởi một người bán tạp phẩm từ Stoke trên Trent, William Alfred Edwards. Đó là một tàu sân bay trọng lực đơn giản được cấp bằng sáng chế vào năm 1918. Những cải tiến sau này bao gồm một lò xo cho lực đẩy. Cũng như các hệ thống dây, Dart cũng chế tạo các loại tiền mặt khí nén.
Gipe
Gipe là một công ty Mỹ được thành lập bởi Emanuel Clarence Gipe ở Freeport, Illinois. Cài đặt Gipe là phổ biến ở Anh.
Lamson 
Công ty Lamson chiếm lĩnh thị trường. Nó được biết đến ở nhiều thời điểm như Công ty vận chuyển tiền mặt Lamson, Công ty Đường sắt Lamson, Công ty Dịch vụ Cửa hàng Lamson, Công ty Dịch vụ Cửa hàng Hợp nhất Lamson, Công ty Lamson Inc. và Công ty Lamson Engineering Company Ltd. Lamsons đã mua Rapid Service Store Railway Company của Detroit, nơi cấp phép cho một phát minh của Robert McCarty ở Detroit, Michigan và hệ thống của họ được gọi là Lamson Rapid Wire. Họ cũng làm hệ thống cáp và hệ thống ống khí nén.
Sturtevants
Sturtevants of Boston, Massachusetts là một nhánh của một công ty Mỹ. Họ đã mua một phần của Reid Brothers vào đầu những năm 1920 và kinh doanh ống khí nén của Cooke, Troughton và Simms. Năm 1949, họ đã bán cho Lamson.

## Hệ thống ống khí nén
Một số công ty trên cũng đã chế tạo hệ thống ống khí nén - xem ống Lamson. Chúng vẫn được cài đặt trong một vài cửa hàng. Các hệ thống ống khí nén hiện đại hiện cũng được sử dụng trong các siêu thị để di chuyển tiền mặt với số lượng lớn từ các máy tính đến văn phòng tiền mặt trung tâm.